# Supino (exercício)
O supino é um exercício físico, sendo uma forma de levantamento de peso voltada principalmente para o treinamento dos músculos peitorais maiores, mas que também envolve, como sinergistas, os músculos deltóide, serrátil anterior, coracobraquial e tríceps braquial. Enquanto está deitado em decúbito dorsal, de preferência sobre um "banco" específico, o praticante abaixa uma barra com pesos até perto do peito [90º graus], e então a empurra para cima até que seus cotovelos estejam estendidos (ou próximos a isso). Os nomes "supino" ou "supino reto" são tradicionalmente associados ao exercício quando efetuado com barra, sobre um banco com 0 graus de inclinação, entretanto existem variações conforme o equipamento utilizado para a resistência (máquinas, halteres, elásticos, barra), angulação do banco (plano, inclinado, declinado) e tipo de pegada (aberta, fechada, invertida).
As variações quanto à inclinação são o supino plano (ou reto, também chamado de supino 180º), supino inclinado (45º) e supino declinado (120º). Elas existem para trabalhar diferentes subgrupos de músculos, ou para trabalhar os mesmos músculos de forma diferente.

## Supino reto
Supino reto (180º) é a variação do supino feita em banco plano em 180º. O supino reto desenvolve por hipertrofia a área do  músculo peitoral médio.

## Supino inclinado
Supino inclinado (45º) é a variação do supino feita em banco inclinado em 45º. O supino inclinado desenvolve por hipertrofia a área do músculo peitoral superior.

## Supino declinado
Supino declinado é a variação do supino feita em banco declinado. O supino declinado desenvolve por hipertrofia a área do músculo peitoral inferior.